# Nathan Zach
Pour les articles homonymes, voir Zach.
Nathan Zach (en hébreu : נתן זך), né le 13 décembre 1930 à Berlin et mort le 6 novembre 2020 à Ramat Gan, est un poète israélien.

## Biographie
Né à Berlin, Zach immigre à Haifa en ce qui était alors la Palestine mandataire en 1936. Il sert dans Tsahal pendant la Guerre israélo-arabe de 1948-1949.
Autour de Nathan Zach et de David Avidan, le groupe Likrat invente l’esprit d’une nouvelle poésie en hébreu. Une revue portant le nom du groupe, et à laquelle Zwy Milshtein participe, paraît à partir de 1952.
En 1955, il publie son premier recueil de poésie (Shirim Rishonim, hébreu : שירים ראשונים) et traduit de nombreuses pièces de théâtre allemand pour le théâtre hébraïque,.
Membre de l'avant-garde d'un groupe de poètes qui commence à publier après l'avènement de l'État d'Israël, Zach a une forte influence sur le développement de la poésie hébraïque moderne ainsi que sur la critique - aussi bien comme traducteur que comme poète. Il se distingue des poètes israéliens de la génération des années 1950 et des années 1960 par le biais de son manifeste poétique Zeman veRitmus etsel Bergson uvaShira haModernit [Temps et rythme chez Bergson et dans la poésie moderne]. Zach est reconnu en Israël pour ses traductions de la poésie de Else Lasker-Schüler and Allen Ginsberg.
Son essai intitulé « Réflexions sur la poésie d'Alterman » publié dans le magazine Akhshav (Maintenant) en 1959 est un manifeste majeur pour la révolte du groupe du Likrat contre le pathos lyrique des poètes sionistes. En effet, le manifeste attaque Nathan Alterman ce qui est audacieux, ce dernier étant l'un des plus importants et estimés poètes du pays. Dans son essai, Zach décide de nouvelles règles poétiques. Ces nouvelles règles différent de celles, traditionnelles, qui règlent la rime et le mètre coutumiers de la poésie nationale de l'époque.
De 1960 à 1967, Zach fit cours dans plusieurs institutions de l'enseignement supérieur à Tel Aviv et Haifa. De 1968 à 1979, il vécut en Angleterre et y obtint un doctorat à l'université d'Essex. Après son retour en Israël, il fait cours à l'université de Tel Aviv et est reçu comme professeur de l'université de Haifa. Il est président du groupe responsable du répertoire pour le Théâtre Ohel et le Cameri.
En 2005, il est élu 188e personnalité israélienne parmi les plus importantes à la suite d'un sondage du site d'informations israélien Ynet qui cherche à déterminer qui le public considérait comme les 200 plus grandes personnalités israéliennes.

## Distinctions et accueil de la critique
Célébré dans le monde entier, Zach fut appelé « le plus éloquent et insistant porte-parole du mouvement moderne de poésie hébraïque ».
- En 1982, il fut récompensé par le Prix Bialik de littérature israélienne[11].
- En 1993, il reçut le  Prix Feronia (Rome)[10].
- En 1995, il reçut le Prix Israël de poésie hébraïque[12].

## Polémique
En juillet 2010, interviewé sur la chaîne télévisée israélienne Channel 10, Zach accusa les Juifs orientaux d'être inférieurs aux Juifs ashkénazes : "l'idée de réunir des gens qui n'ont rien en commun est apparue. Une partie d'entre eux provient de la culture la plus élevée qui soit - la culture occidentale - et l'autre partie vient des grottes."  Accusé de racisme, une pétition demanda le retrait des travaux de Zach du cursus scolaire ainsi que son exclusion de tout poste académique. Le texte de la pétition précisait : "Il est inconcevable que l'on exige des étudiants, particulièrement des Juifs orientaux, qu'ils mémorisent des poèmes d'un homme qui méprise leur culture et la définit publiquement comme inférieure... Le ministère de l'Éducation a l'obligation de lui signifier clairement, mais aussi à tous, qu'il ne permettra pas à ces opinions méprisables de s'abriter sous son aile. " (loc. cit.)

## Œuvres publiées
- Shirim Rishonim, Premiers poèmes, Ha-masa, 1955
- Shirim Shonim, Différents poèmes, Alef, 1960
- Col He-Halav Ve Ha-Devash, (poésie), Tout le lait et le miel, Am Oved, 1966
- Zeman Ve-Rytmus Etzel Bergson U Ba-Shirah Ha-Modernit, Temps et rythme dans la littérature de Bergson et dans la poésie moderne, Alef, 1966
- Bimkom Halom, (poésie), Un rêve à la place, Massada Gallery, 1966
- Tzfonit Mizrahit, (poésie), Nord par nord-est, Hakibbutz Hameuchad, 1979
- Kavei Avir, (essais), Compagnie aérienne, Keter, 1983
- Anti-Mechikon, (poésie), Dur de se rappeler, Hakibbutz Hameuchad, 1984
- Beit Sfer Le-Rikudim, (pièce), L'école de danse, Keter, 1985
- Shirim Al Kelev Ve-Kalbah, (enfants), Poème au sujet d'un chien et d'une vache, Hameuchad, 1990
- Keivan She-Ani Ba-Svivah, (poésie), Puisque je suis autour, Hakibbutz Hameuchad/Siman Kriah, 1996
- Mot Imi, (prose), La mort de ma mère, Hakibbutz Hameuchad, 1997
- Key Ha'adam Hoo Etz Hasadeh, (poèmes et chants), Pour l'homme c'est un arbre du champ, Tammuz, 1999[14]
- Palms and dates. Anthologie de chansons du folklore arabe traduites en hébreu. Édition et traduction en collaboration avec le poète palestinien Rashid Hussein. 1967.